# Trần Mai Hạnh
Trần Mai Hạnh (1 tháng 1 năm 1943  –  2 tháng 4 năm 2024) là một cố nhà báo Việt Nam. Ông từng là Tổng giám đốc Đài tiếng nói Việt Nam, Ủy viên trung ương Đảng, đại biểu Quốc hội Việt Nam khóa X. Vì có tội trong vụ án Năm Cam nên ông bị mất tất cả chức vụ.

## Sự nghiệp
Trần Mai Hạnh quê tại phường Quang Trung, thành phố Hải Dương, tỉnh Hải Dương. Ông tốt nghiệp Đại học Tổng hợp chuyên ngành văn và sau đó làm nhà báo tại Thông tấn xã Việt Nam. Ông là thành viên trong đoàn công tác đặc biệt của của Thông tấn xã Việt Nam có mặt vào trưa ngày 30 tháng 4 năm 1975 tại Dinh Độc Lập.
Năm 1996, ông được bổ nhiệm làm Tổng giám đốc Đài tiếng nói Việt Nam. Với cương vị này ông được bầu làm Ủy viên Trung ương Đảng hai khóa VIII và IX. Trần Mai Hạnh là đại biểu quốc hội Việt Nam khóa X và thuộc đoàn đại biểu Bạc Liêu.
Đến kỳ vận động bầu cử Quốc hội khóa XI vào năm 2002, Trần Mai Hạnh tiếp tục ứng cử. Tuy nhiên do dính vào vụ án Năm Cam nên ông đã rút khỏi danh sách ứng cử, và sau đó Hội đồng bầu cử đã xóa tên ông khỏi danh sách ứng cử viên sau khi xác minh việc ông tham gia trong vụ án này.

### Vụ án Năm Cam
Trong vụ án này, Trần Mai Hạnh bị buộc tội nhận hối lộ và làm lộ bí mật để chạy tội cho Năm Cam. Ông bị cách tất cả chức vụ trong Đảng, bị cách chức Tổng giám đốc tại Đài tiếng nói Việt Nam, và bị cách chức Phó Chủ tịch kiêm Tổng thư ký tại Hội Nhà báo Việt Nam.
Trong phiên phúc thẩm của vụ án này (ngày 29 tháng 10 năm 2003), ông bị tuyên án 9 năm tù. Tuy nhiên sau 2 năm tù, đến ngày 2 tháng 9 năm 2005 ông được đặc xá do "tuổi cao, sức khỏe yếu".
Sau khi ra tù, ông tiếp tục viết báo, và dùng bút danh Trần Nhật Thi. Bút danh Trần Mai Hạnh được ông sử dụng lại từ năm 2010.

## Gia đình
Ông có một người em trai là Trần Mai Hưởng, cũng là một nhà báo và từng là Tổng Giám đốc của Thông tấn xã Việt Nam. Trần Mai Hưởng là người chụp bức ảnh "Xe tăng quân giải phóng tiến vào Dinh Độc Lập trưa ngày 30/4/1975", ghi lại khoảnh khắc xe tăng số hiệu 846 của Quân Giải phóng miền Nam Việt Nam tiến vào Dinh Độc Lập qua cổng chính đã bị húc đổ sập từ trước đó bởi xe tăng số hiệu 390.

## Tác phẩm
Trần Mai Hạnh có một số tác phẩm như:
- Nắng Thu Bồn (1975)
- Tình yêu và án tử hình (1978)
- Sụp đổ và tự thú (1985)[14]
- Ngày tận thế (1987)[14]
- Biên bản chiến tranh 1-2-3-4.75 (2014)[14]
- Lời tựa một tình yêu (2016)[15]
- A war account 1-2-3-4.75 (2017) (Phiên bản tiếng Anh của Biên bản chiến tranh 1-2-3-4.75)[16]
- Thời tôi sống (2018)[17]

Trần Mai Hạnh đã giành được giải thưởng cuộc thi truyện ngắn báo Văn Nghệ (1970–1971). Tiểu thuyết "Biên bản chiến tranh 1-2-3-4.75" đã giành được giải thưởng của Hội nhà văn Việt Nam năm 2014 hạng mục văn xuôi, và giải thưởng Văn học ASEAN năm 2015.